# Пеницилл блуждающий
Пеници́лл (пеници́ллий) блужда́ющий (лат. Penicíllium pálitans) — вид несовершенных грибов (телеоморфная стадия неизвестна), относящийся к роду Пеницилл (Penicillium).

## Описание
Колонии на агаре Чапека ограниченно растущие, бархатистые до зернистых, с зелёным или тёмно-зелёным спороношением, с бесцветными или бежевыми капельками экссудата. Реверс кремово-жёлтый до коричнево-жёлтого, в центральной части часто коричневый. Колонии на CYA бархатистые, на 7-е сутки 1,5—3 см в диаметре, с обильным тёмно-зелёным или зелёным спороношением, с каплями прозрачного или жёлтого экссудата. Реверс кремовый, с коричневым центром. На агаре с солодовым экстрактом (MEA) колонии на 7-е сутки 1,5—2,5 см в диаметре, с жёлтым реверсом, с зелёным спороношением. На агаре с дрожжевым экстрактом и сахарозой (YES) колонии хорошо спороносят, на 7-е сутки 3—4,5 см в диаметре, с жёлтым реверсом.
При 37 °C рост отсутствует. При 5 °C за неделю образуются небольшие колонии до 4 мм в диаметре.
Конидиеносцы трёхъярусные, с прижатыми элементами, шероховатые. Веточки 15—25 мкм длиной и 3—4 мкм толщиной. Метулы цилиндрические, 10—15 мкм длиной. Фиалиды цилиндрические, суженные в отчетливо выраженную шейку, 9—12 × 2,5—3 мкм. Конидии шаровидные до почти шаровидных, гладкостенные, 3,5—4,5 мкм в диаметре.

### Отличия от близких видов
От Penicillium commune отличается более обильным спороношением на YES и более выраженным зеленоватым оттенком в окраске спороношения. От Penicillium crustosum отличается не корковидными споровыми массами и более медленной скоростью роста.

## Экология и значение
Широко распространённый вид, однако, выделяемый редко, с сыра и прочих пищевых продуктов, из воздуха.
Продуцент циклопиазоновой кислоты и фумигаклавина.

## Таксономия
Penicillium palitans Westling, Ark. Bot. 11 (1): 83 (1911).